# Thomas James Abercrombie
Thomas James Abercrombie (Stillwater, Minnesota, 13 de agosto de 1930 - Baltimore, Maryland, 3 de abril de 2006) foi um notável escritor e fotógrafo estado-unidense.
Trabalhou na National Geographic Society desde 1956 até 2004, ano em que se reformou.